# Duneiras (Alt Loira)
Dunières és un municipi francès situat al departament de l'Alt Loira i a la regió d'Alvèrnia-Roine-Alps. L'any 2007 tenia 2.996 habitants.

## Demografia

### Població
El 2007 la població de fet de Dunières era de 2.996 persones. Hi havia 1.216 famílies de les quals 385 eren unipersonals (180 homes vivint sols i 205 dones vivint soles), 368 parelles sense fills, 381 parelles amb fills i 82 famílies monoparentals amb fills.
La població ha evolucionat segons el següent gràfic:
Habitants censats

### Habitatges
El 2007 hi havia 1.480 habitatges, 1.246 eren l'habitatge principal de la família, 97 eren segones residències i 137 estaven desocupats. 959 eren cases i 513 eren apartaments. Dels 1.246 habitatges principals, 806 estaven ocupats pels seus propietaris, 410 estaven llogats i ocupats pels llogaters i 30 estaven cedits a títol gratuït; 4 tenien una cambra, 96 en tenien dues, 270 en tenien tres, 384 en tenien quatre i 492 en tenien cinc o més. 787 habitatges disposaven pel capbaix d'una plaça de pàrquing. A 551 habitatges hi havia un automòbil i a 492 n'hi havia dos o més.

### Piràmide de població
La piràmide de població per edats i sexe el 2009 era:
| Homes | Edats   | Dones |
| ----- | ------- | ----- |
| 0     | 95 o +  | 12    |
| 0     | 90 a 94 | 8     |
| 24    | 85 a 89 | 40    |
| 4     | 80 a 84 | 20    |
| 32    | 75 a 79 | 60    |
| 64    | 70 a 74 | 76    |
| 108   | 65 a 69 | 100   |
| 80    | 60 a 64 | 96    |
| 76    | 55 a 59 | 92    |
| 88    | 50 a 54 | 64    |
| 84    | 45 a 49 | 116   |
| 108   | 40 a 44 | 72    |
| 100   | 35 a 39 | 100   |
| 144   | 30 a 34 | 104   |
| 104   | 25 a 29 | 124   |
| 48    | 20 a 24 | 56    |
| 80    | 15 a 19 | 80    |
| 84    | 10 a 14 | 64    |
| 120   | 5 a 9   | 124   |
| 112   | 0 a 4   | 100   |

## Economia
El 2007 la població en edat de treballar era de 1.771 persones, 1.316 eren actives i 455 eren inactives. De les 1.316 persones actives 1.199 estaven ocupades (677 homes i 522 dones) i 117 estaven aturades (53 homes i 64 dones). De les 455 persones inactives 175 estaven jubilades, 134 estaven estudiant i 146 estaven classificades com a «altres inactius».

### Ingressos
El 2009 a Dunières hi havia 1.201 unitats fiscals que integraven 2.912,5 persones, la mediana anual d'ingressos fiscals per persona era de 15.681 €.

### Activitats econòmiques
Dels 190 establiments que hi havia el 2007, 3 eren d'empreses extractives, 6 d'empreses alimentàries, 2 d'empreses de fabricació de material elèctric, 34 d'empreses de fabricació d'altres productes industrials, 24 d'empreses de construcció, 36 d'empreses de comerç i reparació d'automòbils, 9 d'empreses de transport, 10 d'empreses d'hostatgeria i restauració, 3 d'empreses d'informació i comunicació, 12 d'empreses financeres, 5 d'empreses immobiliàries, 12 d'empreses de serveis, 21 d'entitats de l'administració pública i 13 d'empreses classificades com a «altres activitats de serveis».
Dels 52 establiments de servei als particulars que hi havia el 2009, 1 era una oficina de correu, 2 oficines bancàries, 2 funeràries, 8 tallers de reparació d'automòbils i de material agrícola, 1 taller d'inspecció tècnica de vehicles, 1 autoescola, 2 paletes, 5 guixaires pintors, 5 fusteries, 2 lampisteries, 7 electricistes, 5 perruqueries, 1 veterinari, 4 restaurants, 2 agències immobiliàries, 1 tintoreria i 3 salons de bellesa.
Dels 13 establiments comercials que hi havia el 2009, 1 era un supermercat, 1 una gran superfície de material de bricolatge, 1 una botiga de menys de 120 m², 4 fleques, 2 carnisseries, 2 llibreries, 1 una sabateria i 1 una floristeria.
L'any 2000 a Dunières hi havia 70 explotacions agrícoles que ocupaven un total de 1.020 hectàrees.

## Equipaments sanitaris i escolars
El 2009 hi havia 1 centre de salut, 1 farmàcia i 1 ambulància.
El 2009 hi havia 2 escoles elementals. Dunières disposava d'un col·legi d'educació secundària amb 289 alumnes.

## Poblacions més properes
El següent diagrama mostra les poblacions més properes.